# نیویورک (فیلم ۲۰۰۹)
«نیویورک» (انگلیسی: New York (film)) یک فیلم است که در سال ۲۰۰۹ منتشر شد. از بازیگران آن می‌توان به عرفان خان، جان آبراهام، نیل نیتین موکش و کاترینا کایف اشاره کرد.